# Володимирівка (Межівська селищна громада)
Володи́мирівка — село в Україні, у Синельниківському районі Дніпропетровської області. Входить до складу Межівської селищної громади. Населення становить 804 особи. До 2017 орган місцевого самоврядування — Демуринська селищна рада.

## Географія
Село Володимирівка лежить на відстані 1 км від селища Демурине і сіл Солоне та Миколаївка. У селі бере початок Балка Купрієва. Через село пролягають автомобільна дорога Т 0431 і залізниця (станція Платформа 337 км).

## Історія
Під час організованого радянською владою Голодомору 1932—1933 років померло щонайменше 108 жителів села.
12 червня 2020 року, відповідно до розпорядження Кабінету Міністрів України № 709-р від «Про визначення адміністративних центрів та затвердження територій територіальних громад Дніпропетровської області», увійшло до складу Межівської селищної громади.
19 липня 2020 року, в результаті адміністративно-територіальної реформи і ліквідації Межівського району, село увійшло до складу новоутвореного Синельниківського району.

## Населення

### Мова
Розподіл населення за рідною мовою за даними перепису 2001 року:
| Мова       | Кількість | Відсоток |
| ---------- | --------- | -------- |
| українська | 730       | 90.8%    |
| російська  | 74        | 9.2%     |
| Усього     | 804       | 100%     |

## Економіка
- ТОВ «Нива ПГК».

## Об'єкти соціальної сфери
- Школа.
- Будинок культури.

## Відомі люди
- Нечай Михайло Потапович — відомий український письменник та літературний діяч, уродженець с. Володимирівка.
- Пущенко Сергій Миколайович — відомий український художник, випускник Володимирівської середньої школи. Працював у Харкові, автор серії полотен «Козацькому роду — нема переводу», член громадської організації українського козацтва.